# ژوزفین ماتیاس
ژوزفین ماتیاس (انگلیسی: Josephine Mathias؛ زادهٔ ۱۶ دسامبر ۱۹۹۹) بازیکن فوتبال است.
وی همچنین در تیم ملی فوتبال زنان نیجریه بازی کرده‌است.